# The 2nd Law Tour
A The 2nd Law Tour foi oitava turnê da banda inglesa de rock Muse, para apoiar o lançamento do seu sexto álbum intitulado The 2nd Law. A turnê foi anunciada pelo twitter oficial da banda em 7 de julho de 2012.
Ao fim de 2013, a turnê entrou na lista da Pollstar de "Year End Top 20 Worldwide Tours" ("Top 20 Turnês Mundiais"), na 13ª posição com lucro estimado em US$103 milhões de dólares em 79 shows em 2013.

## Datas

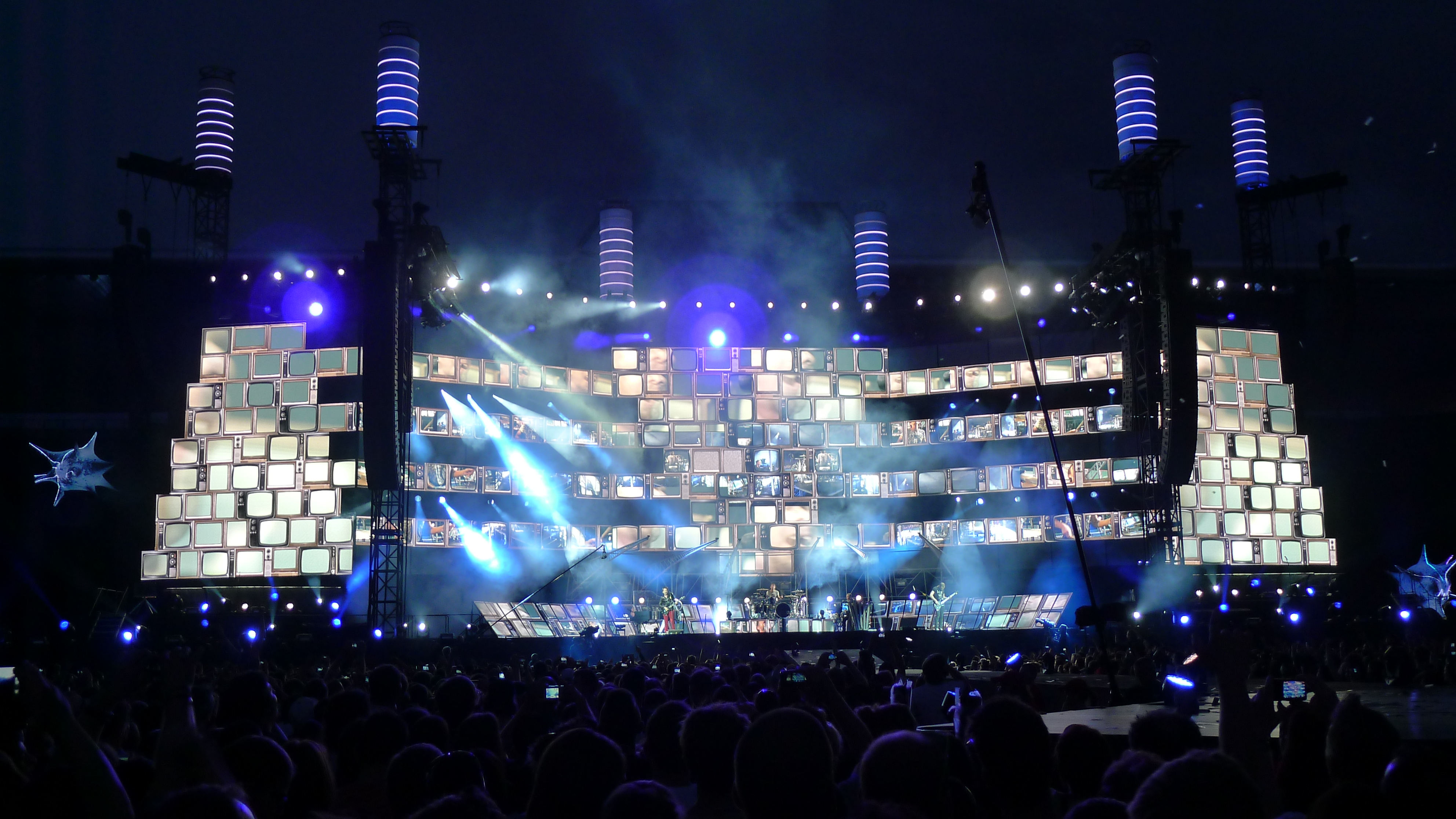
Palco da turnê em Estocolmo, Suécia, 2013.

| Shows de aquecimento    |                   |                        |                                           |
| 12 de agosto de 2012    | Londres           | Inglaterra             | Estádio Olímpico de Londres               |
| 20 de setembro de 2012  | Colônia           | Alemanha               | E-Werk                                    |
| 30 de setembro de 2012  | Londres           | Inglaterra             | The Roundhouse                            |
| 2 de outubro de 2012    | Paris             | França                 | Olympia                                   |
| Europa                  |                   |                        |                                           |
| 16 de outubro de 2012   | Montpellier       | França                 | Park&Suites Arena                         |
| 18 de outubro de 2012   | Paris             | França                 | Palais Omnisports de Paris-Bercy          |
| 20 de outubro de 2012   | Madri             | Espanha                | Palacio de Deportes de la Comunidad       |
| 22 de outubro de 2012   | Nantes            | França                 | Le Zénith Nantes Métropole                |
| 24 de outubro de 2012   | Glasgow           | Escócia                | Scottish Exhibition and Conference Centre |
| 26 de outubro de 2012   | Londres           | Inglaterra             | The O2 Arena                              |
| 27 de outubro de 2012   | Londres           | Inglaterra             | The O2 Arena                              |
| 30 de outubro de 2012   | Birmingham        | Inglaterra             | LG Arena                                  |
| 1 de novembro de 2012   | Manchester        | Inglaterra             | Manchester Arena                          |
| 3 de novembro de 2012   | Dublin            | Irlanda                | The O2                                    |
| 12 de novembro de 2012  | Munique           | Alemanha               | Olympiahalle                              |
| 14 de novembro de 2012  | Basel             | Suíça                  | St. Jakobshalle                           |
| 16 de novembro de 2012  | Bolonha           | Itália                 | Unipol Arena                              |
| 17 de novembro de 2012  | Pesaro            | Itália                 | Adriatic Arena                            |
| 19 de novembro de 2012  | Viena             | Áustria                | Wiener Stadthalle                         |
| 20 de novembro de 2012  | Budapeste         | Hungria                | Budapest Sports Arena                     |
| 22 de novembro de 2012  | Praga             | Chéquia                | O2 Arena                                  |
| 23 de novembro de 2012  | Łódź              | Polônia                | Atlas Arena                               |
| 5 de dezembro de 2012   | Oslo              | Noruega                | Oslo Specktrum                            |
| 6 de dezembro de 2012   | Estocolmo         | Suécia                 | Ericsson Globe                            |
| 7 de dezembro de 2012   | Malmö             | Suécia                 | Malmö Arena                               |
| 10 de dezembro de 2012  | Helsinque         | Finlândia              | Hartwall Areena                           |
| 11 de dezembro de 2012  | Tallinn           | Estónia                | Saku Suurhall                             |
| 13 de dezembro de 2012  | Riga              | Letônia                | Arena Riga                                |
| 15 de dezembro de 2012  | Hamburgo          | Alemanha               | O2 World Hamburgo                         |
| 17 de dezembro de 2012  | Amsterdã          | Holanda                | Ziggo Dome                                |
| 18 de dezembro de 2012  | Antuérpia         | Bélgica                | Sportpaleis                               |
| 19 de dezembro de 2012  | Eckbolsheim       | França                 | Zénith de Strasbourg                      |
| Ásia                    |                   |                        |                                           |
| 11 de janeiro de 2013   | Saitama           | Japão                  | Saitama Super Arena                       |
| 12 de janeiro de 2013   | Saitama           | Japão                  | Saitama Super Arena                       |
| América do Norte        |                   |                        |                                           |
| 21 de janeiro de 2013   | San Diego         | Estados Unidos         | Valley View Casino Center                 |
| 23 de janeiro de 2013   | Los Angeles       | Estados Unidos         | Staples Center                            |
| 24 de janeiro de 2013   | Los Angeles       | Estados Unidos         | Staples Center                            |
| 26 de janeiro de 2013   | Los Angeles       | Estados Unidos         | Staples Center                            |
| 28 de janeiro de 2013   | Oakland           | Estados Unidos         | Oracle Arena                              |
| 29 de janeiro de 2013   | Sacramento        | Estados Unidos         | Sleep Train Arena                         |
| 31 de janeiro de 2013   | Portland          | Estados Unidos         | Rose Garden Arena                         |
| 1 de fevereiro de 2013  | Seattle           | Estados Unidos         | KeyArena                                  |
| 3 de fevereiro de 2013  | Edmonton          | Canadá                 | Rexall Place                              |
| 4 de fevereiro de 2013  | Calgary           | Canadá                 | Scotiabank Saddledome                     |
| 6 de fevereiro de 2013  | Vancouver         | Canadá                 | Rogers Arena                              |
| 8 de fevereiro de 2013  | Los Angeles       | Estados Unidos         | The Grammy Museum                         |
| Europa                  |                   |                        |                                           |
| 18 de fevereiro de 2013 | Londres           | Reino Unido            | O2 Shepherd's Bush Empire                 |
| América do Norte        |                   |                        |                                           |
| 22 de fevereiro de 2013 | Sunrise           | Estados Unidos         | BankAtlantic Center                       |
| 23 de fevereiro de 2013 | Tampa             | Estados Unidos         | Tampa Bay Times Forum                     |
| 25 de fevereiro de 2013 | Orlando           | Estados Unidos         | Amway Center                              |
| 27 de fevereiro de 2013 | Cincinnati        | Estados Unidos         | US Bank Arena                             |
| 28 de fevereiro de 2013 | Cleveland         | Estados Unidos         | Quicken Loans Arena                       |
| 2 de março de 2013      | Detroit           | Estados Unidos         | Joe Louis Arena                           |
| 4 de março de 2013      | Chicago           | Estados Unidos         | United Center                             |
| 5 de março de 2013      | Columbus          | Estados Unidos         | Schottenstein Center                      |
| 7 de março de 2013      | Minneapolis       | Estados Unidos         | Target Center                             |
| 8 de março de 2013      | St. Louis         | Estados Unidos         | Chaifetz Arena                            |
| 10 de março de 2013     | Tulsa             | Estados Unidos         | BOK Center                                |
| 12 de março de 2013     | Houston           | Estados Unidos         | Toyota Center                             |
| 13 de março de 2013     | Dallas            | Estados Unidos         | American Airlines Center                  |
| 16 de março de 2013     | Phoenix           | Estados Unidos         | US Airways Center                         |
| 17 de março de 2013     | Las Vegas         | Estados Unidos         | Mandalay Bay Events Center                |
| 6 de abril de 2013      | Atlanta           | Estados Unidos         | Centennial Olympic Park                   |
| 9 de abril de 2013      | Toronto           | Canadá                 | Air Canada Centre                         |
| 10 de abril de 2013     | Toronto           | Canadá                 | Air Canada Centre                         |
| 12 de abril de 2013     | Boston            | Estados Unidos         | TD Garden                                 |
| 13 de abril de 2013     | Uncasville        | Estados Unidos         | Mohegan Sun Arena                         |
| 15 de abril de 2013     | New York City     | Estados Unidos         | Madison Square Garden                     |
| 16 de abril de 2013     | New York City     | Estados Unidos         | Madison Square Garden                     |
| 19 de abril de 2013     | East Rutherford   | Estados Unidos         | IZOD Center                               |
| 21 de abril de 2013     | Uniondale         | Estados Unidos         | Nassau Veterans Memorial Coliseum         |
| 23 de abril de 2013     | Montreal          | Canadá                 | Bell Centre                               |
| 24 de abril de 2013     | Montreal          | Canadá                 | Bell Centre                               |
| 26 de abril de 2013     | Quebec            | Canadá                 | Colisée Pepsi                             |
| Europa                  |                   |                        |                                           |
| 22 de maio de 2013      | Coventry          | Reino Unido            | Ricoh Arena                               |
| 25 de maio de 2013      | Londres           | Reino Unido            | Emirates Stadium                          |
| 26 de maio de 2013      | Londres           | Reino Unido            | Emirates Stadium                          |
| 1 de junho de 2013      | Manchester        | Reino Unido            | Etihad Stadium                            |
| 2 de junho de 2013      | Londres           | Reino Unido            | Horse Guards Parade                       |
| 4 de junho de 2013      | Amsterdã          | Países Baixos          | Amsterdam Arena                           |
| 7 de junho de 2013      | Barcelona         | Espanha                | Estadi Olímpic                            |
| 10 de junho de 2013     | Porto             | Portugal               | Estádio do Dragão                         |
| 15 de junho de 2013     | Berna             | Suíça                  | Stade de Suisse                           |
| 18 de junho de 2013     | Werchter          | Bélgica                | Werchter Festival Site                    |
| 21 de junho de 2013     | Paris             | França                 | Stade de France                           |
| 22 de junho de 2013     | Paris             | França                 | Stade de France                           |
| 26 de junho de 2013     | Nice              | França                 | Stade Charles-Ehrmann                     |
| 28 de junho de 2013     | Turim             | Itália                 | Stadio Olimpico di Torino                 |
| 29 de junho de 2013     | Turim             | Itália                 | Stadio Olimpico di Torino                 |
| 6 de julho de 2013      | Roma              | Itália                 | Estádio Olímpico de Roma                  |
| 12 de julho de 2013     | Sankt Goarshausen | Alemanha               | Freilichtbühne Lorely                     |
| 14 de julho de 2013     | Berlim            | Alemanha               | Waldbühne                                 |
| 19 de julho de 2013     | Bergen            | Noruega                | Brann Stadion                             |
| 24 de julho de 2013     | Oslo              | Noruega                | Estádio Ullevaal                          |
| 27 de julho de 2013     | Helsinque         | Finlândia              | Estádio Olímpico de Helsinque             |
| Ásia                    |                   |                        |                                           |
| 10 de agosto de 2013    | Osaka             | Japão                  | Summer Sonic Festival                     |
| 11 de agosto de 2013    | Tóquio            | Japão                  | Summer Sonic Festival                     |
| 17 de agosto de 2013    | Seul              | Coreia do Sul          | Estádio Olímpico de Seul                  |
| América do Norte        |                   |                        |                                           |
| 3 de setembro de 2013   | Charlotte         | Estados Unidos         | Time Warner Cable Arena                   |
| 4 de setembro de 2013   | Atlanta           | Estados Unidos         | Gwinnett Arena                            |
| 6 de setembro de 2013   | Nashville         | Estados Unidos         | Bridgestone Arena                         |
| 8 de setembro de 2013   | Pittsburgh        | Estados Unidos         | Consol Energy Center                      |
| 9 de setembro de 2013   | Filadélfia        | Estados Unidos         | Wells Fargo Center                        |
| 11 de setembro de 2013  | Washington        | Estados Unidos         | Verizon Center                            |
| América do Sul          |                   |                        |                                           |
| 14 de setembro de 2013  | Rio de Janeiro    | Brasil                 | Parque dos Atletas (Rock in Rio)          |
| América do Norte        |                   |                        |                                           |
| 17 de setembro de 2013  | Denver            | Estados Unidos         | Pepsi Center                              |
| 19 de setembro de 2013  | Salt Lake City    | Estados Unidos         | EnergySolutions Arena                     |
| 20 de setembro de 2013  | Las Vegas         | Estados Unidos         | MGM Grand Garden Arena                    |
| 4 de outubro de 2013    | Austin            | Estados Unidos         | Zilker Park                               |
| 7 de outubro de 2013    | Guadalajara       | México                 | Arena VFG                                 |
| 9 de outubro de 2013    | Monterrey         | México                 | Monterrey Arena                           |
| 11 de outubro de 2013   | Austin            | Estados Unidos         | Zilker Park                               |
| América do Sul          |                   |                        |                                           |
| 13 de outubro de 2013   | Buenos Aires      | Argentina              | Estadio G.E.B.A.                          |
| América do Norte        |                   |                        |                                           |
| 18 de outubro de 2013   | Cidade do México  | México                 | Palacio de los Deportes                   |
| 19 de outubro de 2013   | Cidade do México  | México                 | Palacio de los Deportes                   |
| 20 de outubro de 2013   | Cidade do México  | México                 | Palacio de los Deportes                   |
| 22 de outubro de 2013   | Cidade do México  | México                 | Palacio de los Deportes                   |
| Ásia                    |                   |                        |                                           |
| 2 de novembro de 2013   | Abu Dhabi         | Emirados Árabes Unidos | Yas Arena                                 |
| Oceania                 |                   |                        |                                           |
| 30 de novembro de 2013  | Perth             | Austrália              | Perth Arena                               |
| 4 de dezembro de 2013   | Adelaide          | Austrália              | Adelaide Entertainment Centre             |
| 6 de dezembro de 2013   | Melbourne         | Austrália              | Rod Laver Arena                           |
| 7 de dezembro de 2013   | Melbourne         | Austrália              | Rod Laver Arena                           |
| 10 de dezembro de 2013  | Brisbane          | Austrália              | Brisbane Entertainment Centre             |
| 13 de dezembro de 2013  | Sydney            | Austrália              | Allphones Arena                           |
| South America           |                   |                        |                                           |
| 3 de abril de 2014      | São Paulo         | Brasil                 | Grand Metropole                           |
| 5 de abril de 2014      | São Paulo         | Brasil                 | Autódromo José Carlos Pace (Lollapalooza) |
| América do Norte        |                   |                        |                                           |
| 12 de abril de 2014     | Indio, Califórnia | Estados Unidos         | Empire Polo Club (Coachella Festival)     |
| 19 de abril de 2014     | Indio, Califórnia | Estados Unidos         | Empire Polo Club (Coachella Festival)     |